# Дамаджадасри I
Дамаджадасри I — правитель древнеиндийского государства Западных Кшатрапов во II веке.

## Биография
Как отмечал П. Тэндон, возможно, что найденные монеты с именами Дамаджадасри (титулованного и как кшатрапа, и как махакшатрапа), Дамазады и Дамагсады, принадлежат одному и тому же правителю, но были изготовлены на разных монетных дворах. Однако Д. Рэйджор полагал, что Дамаджадасри I и Дамагсада — это разные лица.
По мнению Э. Рэпсона и ряда других исследователей, Дамаджадасри I был сыном Рудрадамана I. У С. Бхаттачери и P. Кумара указано, что отцом Дамаджадасри был Рудрасена I.
Во время правления Дамаджадасри I государство индийских саков терпело поражения от южноиндийского царства Сатавахана.
Сыновьями Дамаджадасри I считаются Дживадаман и Сатядаман.